# Famille Agadi
 (juillet 2024).
La famille Agadi est une famille patricienne de Venise, originaire de Jesolo, d'où elle vint au Rialto.

## Historique
La famille Agadi est originaire de Jesolo, un quartier de Venise .
Elle produisit des tribuns. Exclue à la clôture du Maggior Consiglio, elle y fut admise en 1310, pour leur comportement lors de la conspiration de Bajamonte Tiepolo.
Elle s'éteignit en 1408 avec Marin, juge au Mobile.

## Armes

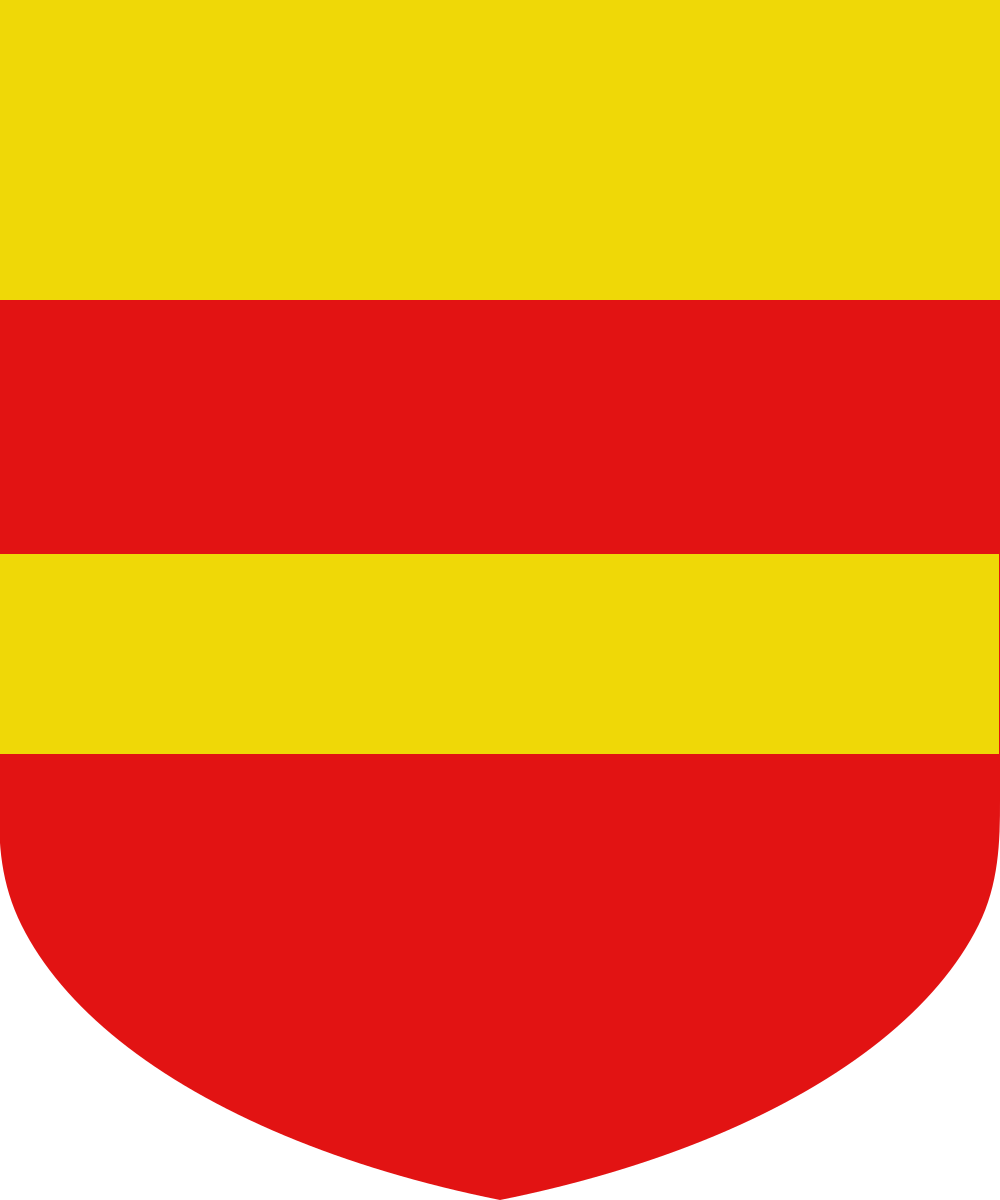
Armes des Agadi

Les armes des Agadi sont de gueules à la fasce d'or au chef du même.